# Jacoona
Jacoona is een geslacht van vlinders van de familie Lycaenidae.

## Soorten
- J. anasuja (Felder, 1865)
- J. fabronia (Hewitson, 1878)
- J. gertrudes Schröder & Treadaway, 1978
- J. inopinata Butler
- J. jusana Druce, 1895
- J. martina Hewitson
- J. metasuja Druce, 1895
- J. yojana Seitz, 1926